# Solaris Bus & Coach

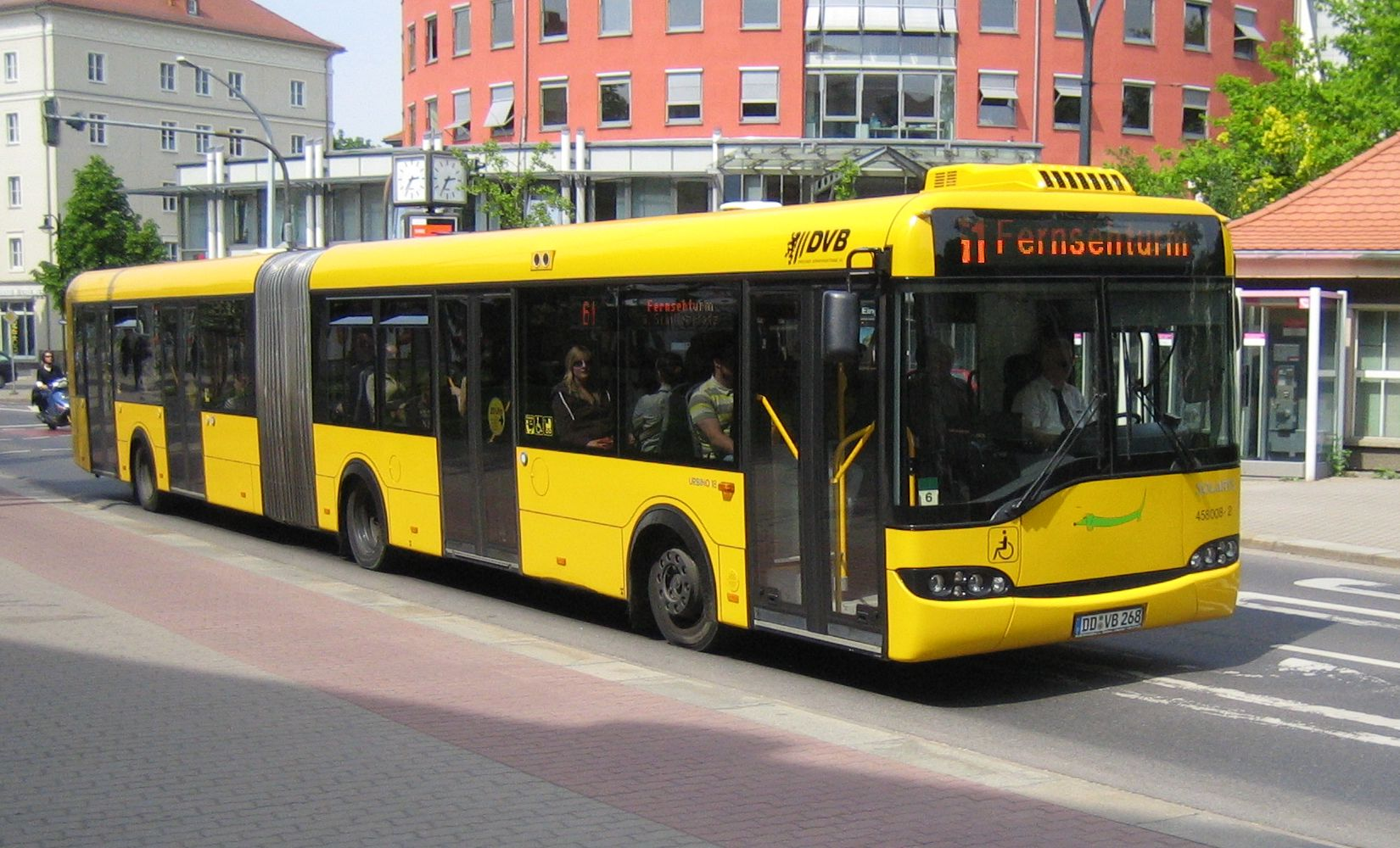
Solaris Urbino 18

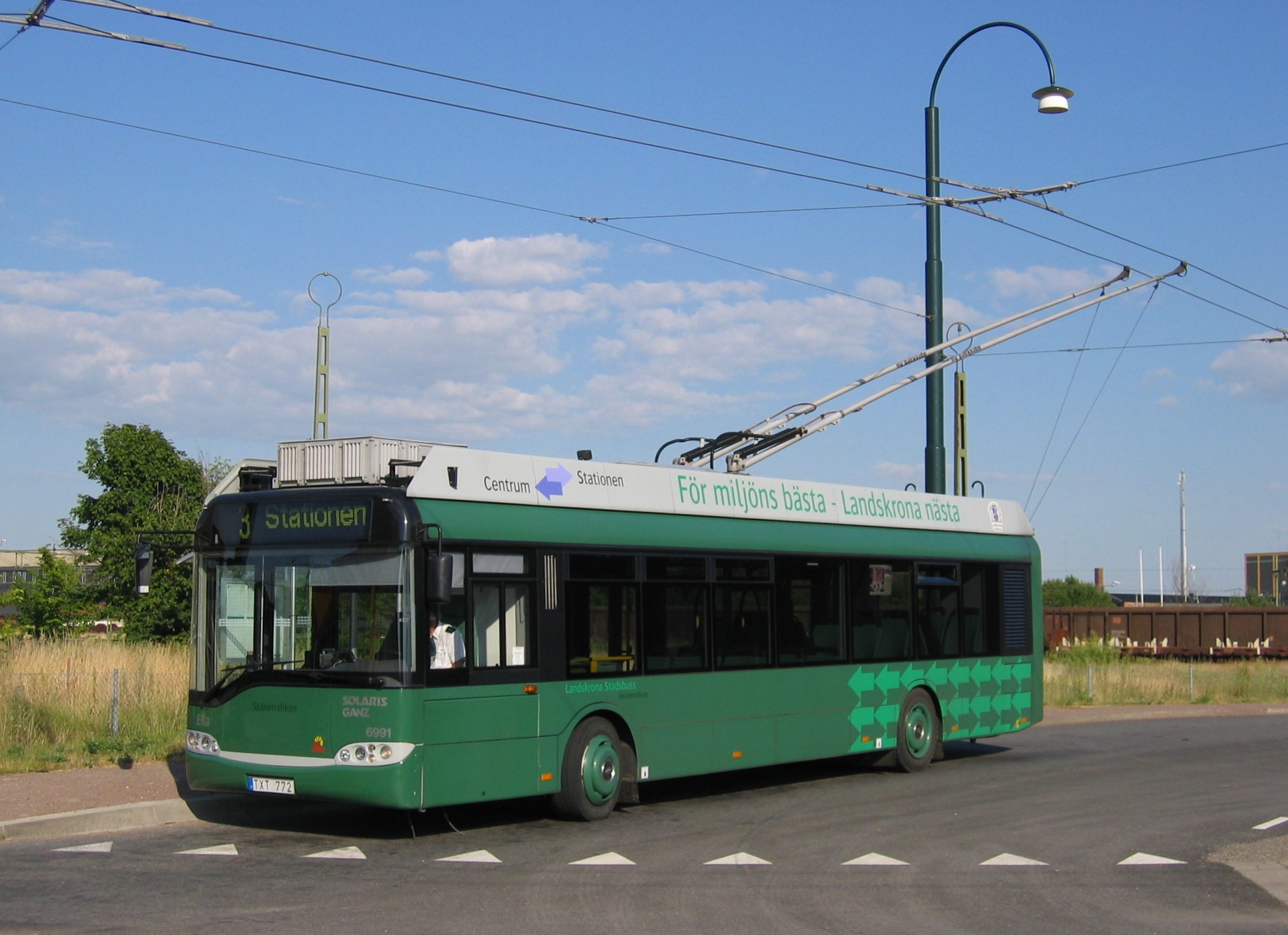
Solaris Trollino 12

Solaris Bus & Coach S.A. je polská firma vyrábějící autobusy, trolejbusy, elektrobusy a tramvaje se sídlem v Bolechowě u Poznaně, která vznikla v roce 2001 z firmy Neoplan Polska, jež byla založena roku 1994.
Hlavním výrobkem firmy jsou městské nízkopodlažní autobusy Solaris Urbino vyráběné v různých verzích a lišící se hlavně délkou a množstvím přepravovaných osob. Solaris Urbino 12, který byl uveden na trh v roce 1999, byl prvním autobusem vlastní konstrukce této firmy. Do té doby firma vyráběla pouze městské autobusy německé značky Neoplan. Trolejbusy Solaris Trollino byly pro různé dopravní podniky montovány v Ostravě, avšak nyní se dělají již pouze pro zahraniční dopravní podniky. Výzbroje do karosérií Solaris byly také instalovány v maďarské společnosti Ganz-Skoda Electric (dceřiná společnost firmy Škoda Transportation), odtud byly vyváženy pod značkou Solaris Ganz. Dalším místem, kde vznikají trolejbusy s karoserií Solaris je Plzeň, kde firma Škoda Electric montuje vlastní výzbroje do vozových skříní a vznikají tak trolejbusy Škoda 26Tr, 27Tr a 28Tr. Tyto trolejbusy pod hlavičkou Škody jsou určeny primárně pro český trh.
Vozidla Urbino/Trollino mají ve znaku zeleného psa Jamnika (jezevčíka), který svou polohou znázorňuje výšku (nízkopodlažní, vysokopodlažní, low entry) nebo typ vozidla (autobus, trolejbus). Nyní firma vyrábí také zájezdové autobusy Vacanza, které mají ve znaku klokana. Produktovou řadu doplnil v roce 2009 také linkový autobus Solaris InterUrbino. Roku 2004 se autobus Solaris Urbino umístil na 2. místě ankety motoristických novinářů z 15 zemí Evropy Bus of The Year 2005.
V současnosti firma exportuje 60–80 % produkce, kromě České republiky také do Německa, Švédska, Litvy, Lotyšska, Itálie, Maďarska, Řecka i Francie.
K 31. prosinci 2019 výrobce vyrobil celkem 18 588 autobusů, elektrobusů a trolejbusů (včetně trolejbusů Škoda 26Tr/27Tr/28Tr a elektrobusů Škoda Perun), z toho 12 240 vozidel bylo určeno k vývozu a 89 tramvají Solaris Tramino.[zdroj⁠?!]
Na veletrhu v Gdaňsku v říjnu 2009 představila firma Solaris také tramvaj s názvem Solaris Tramino.
V roce 2018 koupila firmu Solaris španělská společnost Construcciones y Auxiliar de Ferrocarriles (CAF).

## Vyráběné typy
| Začátek výroby                | Model                                   | Typ pohonu                    |
| Městské a příměstské autobusy | Městské a příměstské autobusy           | Městské a příměstské autobusy |
| ----------------------------- | --------------------------------------- | ----------------------------- |
| 2022                          | Solaris Urbino 24 electric (MetroStyle) | elektrický                    |
| 2022                          | Solaris Urbino 18 hydrogen              | vodíkový                      |
| 2021                          | Solaris Urbino 9 LE electric            | elektrický                    |
| 2020                          | Solaris Urbino 12 hydrogen              | vodíkový                      |
| 2020                          | Solaris Urbino 15 LE electric           | elektrický                    |
| 2018                          | Solaris Urbino 12 LE lite hybrid        | hybridní                      |
| 2017                          | Solaris Urbino 10,5                     | dieselový                     |
| 2014                          | Solaris Urbino 18,75 electric           | elektrický                    |
| 2014                          | Solaris Urbino 18 electric              | elektrický                    |
| 2013                          | Solaris Urbino 12 electric              | elektrický                    |
| 2013                          | Solaris Urbino 18,75                    | dieselový                     |
| 2012                          | Solaris InterUrbino 12,8                | dieselový                     |
| 2011                          | Solaris Urbino 8,9 LE electric          | elektrický                    |
| 2010                          | Solaris Urbino 12 hybrid                | hybridní                      |
| 2009                          | Solaris InterUrbino 12                  | dieselový                     |
| 2007                          | Solaris Urbino 12 LE CNG                | CNG                           |
| 2006                          | Solaris Urbino 18 hybrid                | hybridní                      |
| 2006                          | Solaris Urbino 18 CNG                   | CNG                           |
| 2005                          | Solaris Urbino 12 CNG                   | CNG                           |
| 2004                          | Solaris Urbino 12 LE                    | dieselový                     |
| 1999                          | Solaris Urbino 18                       | dieselový                     |
| 1999                          | Solaris Urbino 12                       | dieselový                     |
| Trolejbusy                    |                                         |                               |
| 2019                          | Solaris Trollino 24                     | elektrický                    |
| 2002                          | Solaris Trollino 18                     | elektrický                    |
| 2001                          | Solaris Trollino 12                     | elektrický                    |
| Tramvaje                      |                                         |                               |
| 2009                          | Solaris Tramino                         | elektrický                    |

| Začátek výroby                | Konec výroby                  | Model                                             | Typ pohonu                    |
| Městské a příměstské autobusy | Městské a příměstské autobusy | Městské a příměstské autobusy                     | Městské a příměstské autobusy |
| ----------------------------- | ----------------------------- | ------------------------------------------------- | ----------------------------- |
| 2013                          | 2018                          | Solaris Urbino 12,9 hybrid                        | hybridní                      |
| 2013                          | 2018                          | Solaris Urbino 12,9                               | dieselový                     |
| 2008                          | 2018                          | Solaris Urbino 15 LE CNG                          | CNG                           |
| 2008                          | 2018                          | Solaris Urbino 15 LE                              | dieselový                     |
| 2008                          | 2021                          | Solaris Alpino 8,9 LE (též Solaris Urbino 8,9 LE) | dieselový                     |
| 2007                          | 2018                          | Solaris Alpino 8,6 (též Solaris Urbino 8,6)       | dieselový                     |
| 2004                          | 2018                          | Solaris Urbino 15 CNG                             | CNG                           |
| 2002                          | 2007                          | Solaris Valletta                                  | dieselový                     |
| 2002                          | 2018                          | Solaris Urbino 10                                 | dieselový                     |
| 2000                          | 2002                          | Solaris Urbino 9                                  | dieselový                     |
| 1999                          | 2018                          | Solaris Urbino 15                                 | dieselový                     |
| Zájezdové autobusy            |                               |                                                   |                               |
| 2003                          | 2014                          | Solaris Vacanza 13                                | dieselový                     |
| 2002                          | 2014                          | Solaris Vacanza 12                                | dieselový                     |
| Trolejbusy                    |                               |                                                   |                               |
| 2003                          | 2018                          | Solaris Trollino 15                               | elektrický                    |